# フラグスタッフ駅
フラグスタッフ駅（英語、Flagstaff railway station、または、Flagstaff station）は、オーストラリア南東部ビクトリア州の州都メルボルンに建設された、シティ・ループと呼ばれる市内の地下鉄環状線の駅の1つである。1985年5月27日に開業した。地下駅でありながら、2面4線を備えている。

## 地理

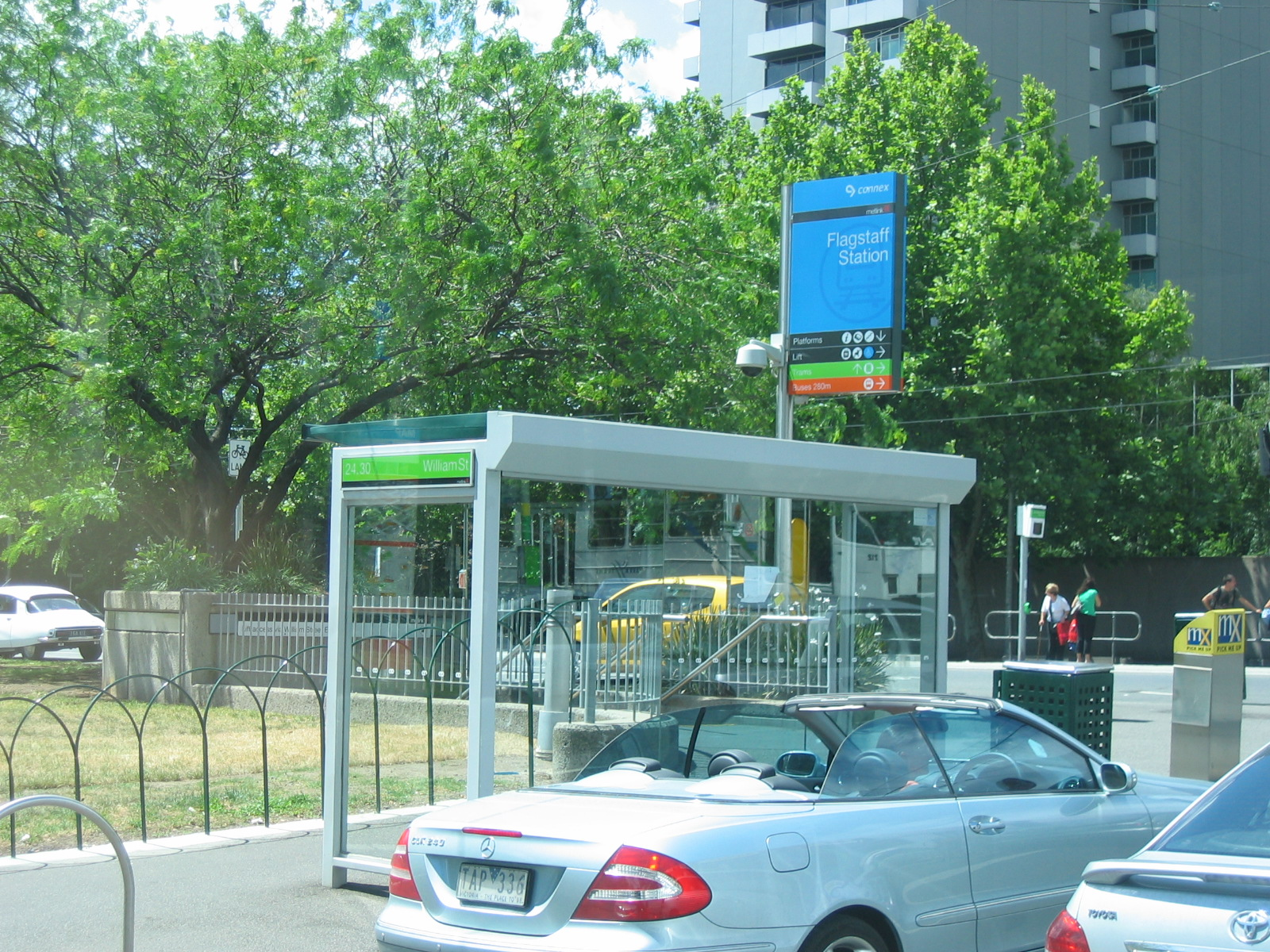
フラグスタッフ駅の地上部。青い看板に「Flagstaff station」の文字も確認できる。

フラグスタッフ駅は地下駅であり、ラ・トゥローブ通り（La Trobe Street）の真下、地上から32 m の所に建設された

。
駅の東端部はウィリアム通り（William Street）の下にまで達している。フラグスタッフ駅の北にはフラグスタッフ公園が存在する。

## 構造
地下駅でありながらフラグスタッフ駅は2面4線を備えているものの、これらは同じ階層にあるわけではない。
フラグスタッフ駅はmining methodsで建設され、地下4層、最深部は地下32 m に達している。この場所は玄武岩の上に、シルリア紀の泥岩を主とした地層が深い所にあり、その上にシルトを主とした地層が存在している。このように地質が異なるために、深部と浅部とで、別々にトンネルを掘って建設していった

。
なお、建設時には工事のために、2本の横穴が下の空間の上側から、上の空間の下側に作られていた。また、228本の縦穴でも上下の空間がつなげられていた。これらは最終的にコンクリートで満たされて埋められたわけだが、このように空間を接続するといった新たな工法を用いたことで、1975年当時の価値で建設費を100 万ドル削減できたとされている

。
開業後のフラグスタッフ駅で、利用者に開放されているのは、乗車券売り場や改札などを備えた階層と、その下にある1つの島式ホームがある階層と、さらに下にあるもう1つの島式ホームのある階層だ。なお、プラットホームのある2つの階層は、エレベータの他に、14のエスカレーターや階段で結ばれている

。

## 駅名について
駅名の「Flagstaff railway station」を直訳すると「旗竿鉄道駅」である。駅の北に隣接するフラグスタッフ公園のある場所では、公園が設立される前に、旗竿が立てられており、旗が信号として活躍していた。

## 歴史
2018年現在、フラグスタッフ駅はシティ・ループの中では最後に開業した駅であり、シティ・ループが開業した1981年1月24日時点では、ここを列車は通過していた。フラグスタッフ駅で旅客扱いを始めたのは、1985年5月27日のことである

。
なお、メルボルンの駅の一部は、週末や祝日は閉鎖されることがあり、このフラグスタッフ駅もそのような駅の1つであった。しかし、2012年10月にフラグスタッフ駅を週末も営業するように求める運動が起こり、運動開始後の最初の1週間で約150名の署名が集まった

。
さらに、2014年に行われたビクトリア州政府の選挙でも、フラグスタッフ駅を週末にも開業することが争点の1つとなった
 
。
そして、2016年1月1日からは週末や祝日でも営業するようになった

。

## 利用者数
2013年から2014年にかけての年度の利用者数は、約450万人であった

。